# Muskoka District Municipality
Die Muskoka District Municipality ist eine Regional Municipality (Regionalgemeinde) im Zentrum der kanadischen Provinz Ontario. Hauptort und Sitz des Regionalrates ist Bracebridge. Die Einwohnerzahl beträgt 60.599 (Stand: 2016), die Fläche 3.940,48 km², was einer Bevölkerungsdichte von 15,4 Einwohnern je km² entspricht.

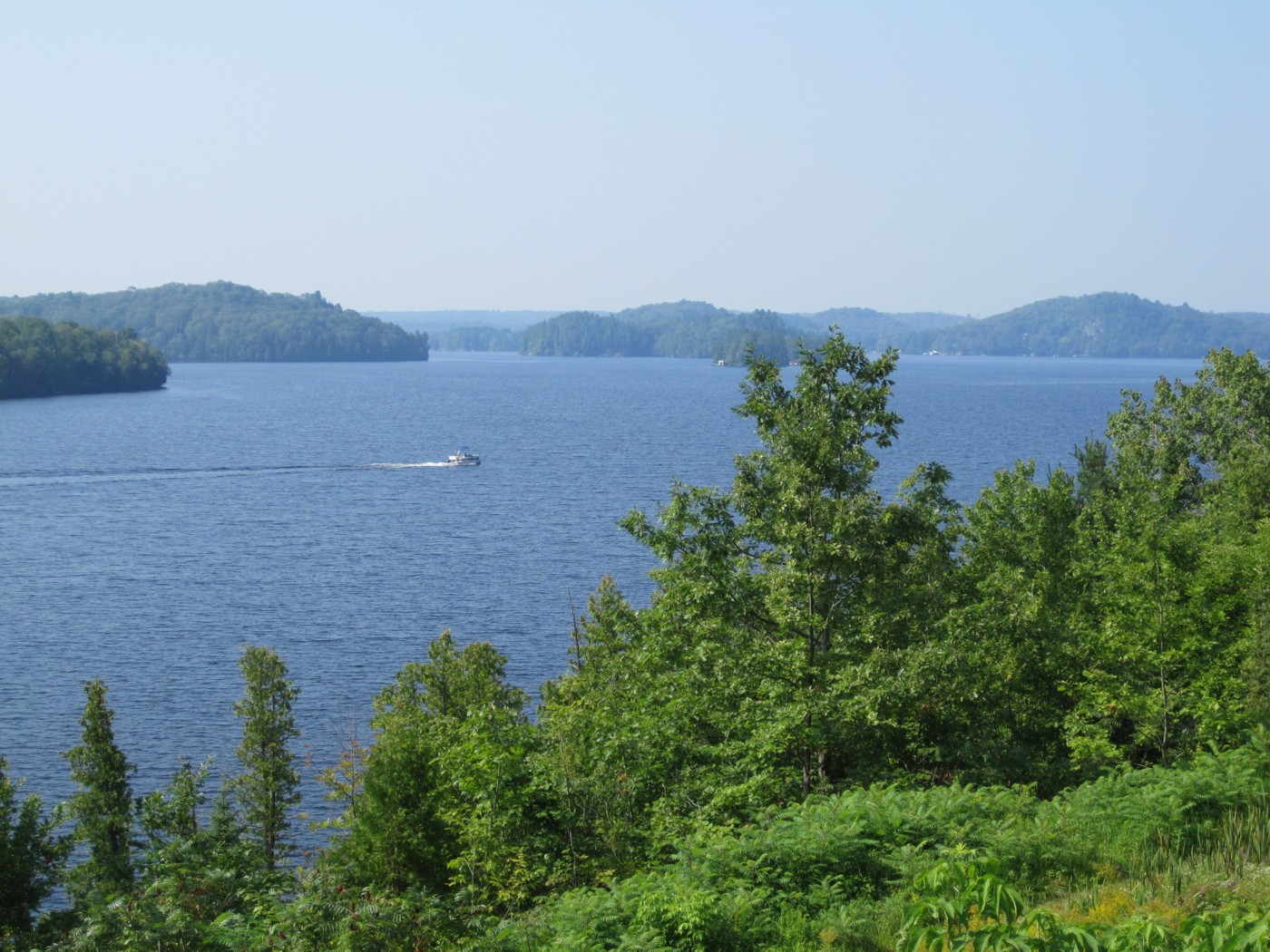
Fairy Lake, einer der zahlreichen Seen in Muskoka

Der Bezirk entstand am 1. Januar 1971. Im Westen grenzt er an die Georgian Bay des Huronsees, im Osten an den Algonquin Provincial Park und an Haliburton County. Von Toronto sind es über den Highway 400 und dem Highway 11 etwa 150 km.
Die Gegend ist bekannt für Fremdenverkehr und dient als Wochenendziel für viele Großstädter. Sie ist durchzogen von Wochenendhäusern (Cottages) und Lodges. In den Sommermonaten steigt die Zahl der Besucher steil an und übertrifft oft um ein Vielfaches die Zahl der ständigen Einwohner. Urlauber schätzen die Natur und die vielen Seen. Weiterhin ist sie besonders bekannt für ihren Cranberry-Anbau. Besonders im Bereich Bala (Ontarios „Cranberry-Hauptstadt“) findet man ausgedehnte Cranberryfelder.
|                         | Parry Sound District                        | Nipissing District |
| Georgian Bay (Huronsee) | Kompassrose, die auf Nachbargemeinden zeigt | Haliburton County  |
| Simcoe County           | Nipissing District                          | Kawartha Lakes     |

## Administrative Gliederung

### Städte und Gemeinden
| Ort           | Status   | Bevölkerung (2016) |
| ------------- | -------- | ------------------ |
| Bracebridge   | Town     | 16.010             |
| Georgian Bay  | Township | 2.499              |
| Gravenhurst   | Town     | 12.311             |
| Huntsville    | Town     | 19.816             |
| Lake of Bays  | Township | 3.167              |
| Muskoka Lakes | Township | 6.588              |

### Gemeindefreie Gebiete
Im Bezirk finden sich keine gemeindefreien Gebiete.

### Indianerreservationen
- Wahta Mohawk Territory
- Moose Point 79